# Buick Velite 5

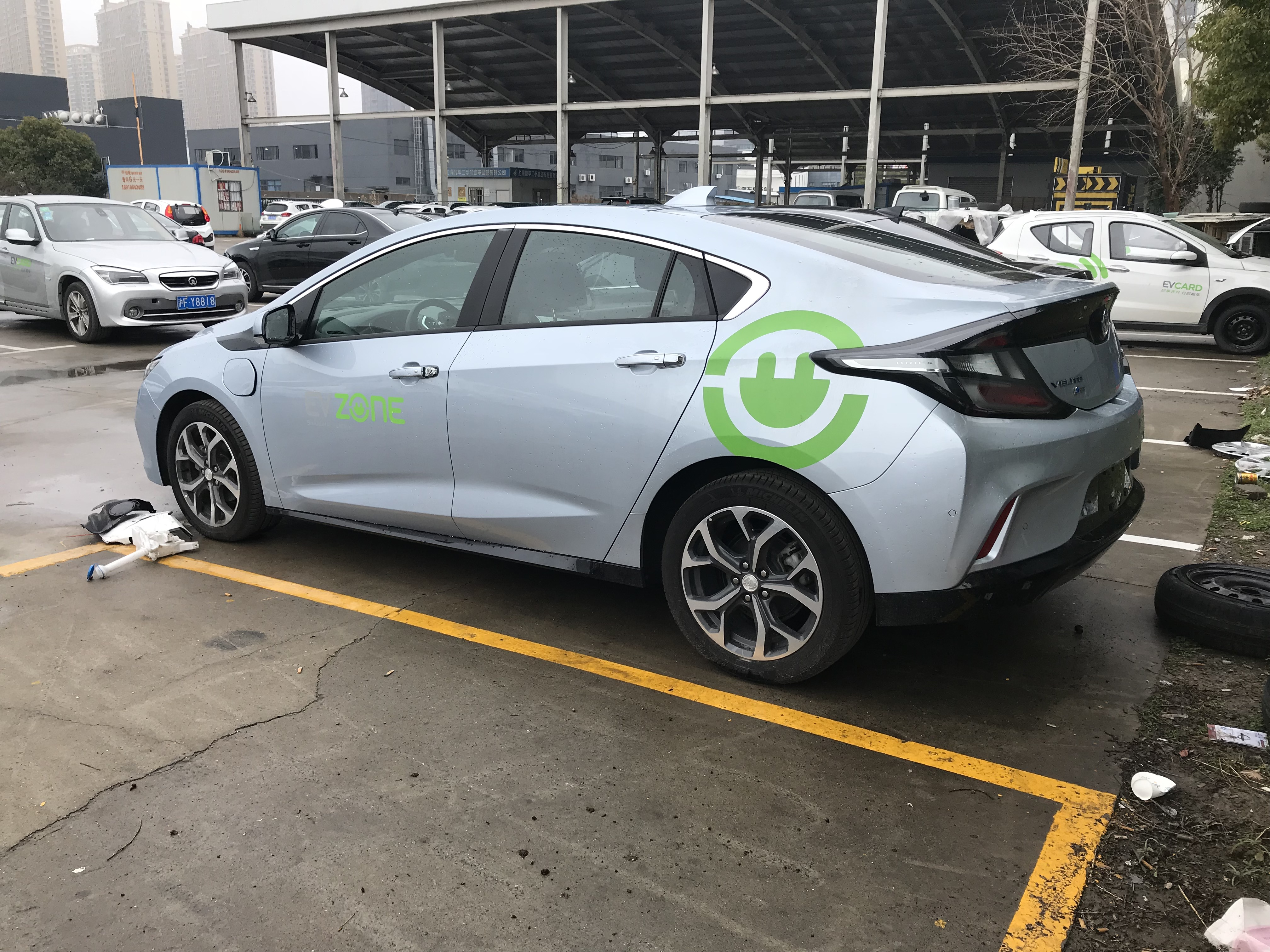
Heckansicht

Der Buick Velite 5 ist ein Plug-in-Hybrid-Fahrzeug der Kompaktklasse der zu General Motors gehörenden chinesischen Marke Buick.

## Geschichte
Der Wagen wurde im November 2016 auf der Guangzhou Auto Show als Konzeptfahrzeug Buick Velite Concept angekündigt. Das Serienfahrzeug debütierte im April 2017 auf der Shanghai Auto Show und wurde bis April 2019 ausschließlich in China verkauft. Der Velite 5 wurde vom Buick Velite 6 abgelöst.
Der Velite 5 ist baugleich mit dem seit 2015 in Nordamerika verkauften Chevrolet Volt der zweiten Generation. Er wurde im Gegensatz zu ihm allerdings in China von SAIC General Motors gebaut.
Das 2004 auf der NYIAS vorgestellte Roadster-Konzeptfahrzeug Buick Velite hat bis auf den Namen nichts mit dem Plug-in-Hybriden gemeinsam.

## Technische Daten
Den Antrieb übernimmt der Velite 5 aus dem Chevrolet Volt. Dieser kombiniert zwei Elektromotoren mit einem 78 kW (106 PS) starken 1,5-Liter-Ottomotor, der als Range Extender dient. Mit einer Gesamtleistung von 110 kW (150 PS) beschleunigt das Fahrzeug in 9,2 Sekunden auf 100 km/h und erreicht eine Höchstgeschwindigkeit von 160 km/h. Die elektrische Reichweite des Plug-in-Hybriden liegt bei 116 km, die maximale Reichweite wird von General Motors mit 768 km angegeben.
|                                             | Velite 5                                     |
| ------------------------------------------- | -------------------------------------------- |
| Bauzeitraum                                 | 04/2017–04/2019                              |
| Motorkenndaten                              |                                              |
| Motortyp                                    | 2 Elektromotoren + R4-Ottomotor              |
| Hubraum                                     | 1490 cm³                                     |
| max. Leistung Elektromotoren bei min−1      | 83 kW (113 PS) / 4000 + 52 kW (71 PS) / 5000 |
| max. Leistung Verbrennungsmotor bei min−1   | 78 kW (106 PS) / 5800                        |
| max. Systemleistung                         | 110 kW (150 PS)                              |
| max. Drehmoment Elektromotoren bei min−1    | 287 Nm / 0–1000 + 120 Nm / 0–1000            |
| max. Drehmoment Verbrennungsmotor bei min−1 | 138 Nm / 4400                                |
| max. Systemdrehmoment                       | 398 Nm                                       |
| Kraftübertragung                            |                                              |
| Antrieb                                     | Vorderradantrieb                             |
| Getriebe, serienmäßig                       | Planetengetriebe                             |
| Messwerte                                   |                                              |
| Höchstgeschwindigkeit                       | 160 km/h                                     |
| Beschleunigung, 0–100 km/h                  | 9,2 s                                        |
| Kraftstoffverbrauch auf 100 km (kombiniert) | 0,9 l Super                                  |
| elektrische Reichweite                      | 116 km                                       |
| Reichweite                                  | 768 km                                       |